# Rodrigo García Vizoso
Rodrigo García Vizoso (La Coruña, 26 de febrero de 1909 - Ib., 2 de junio de 2009) fue un futbolista y entrenador de fútbol español. Jugaba como guardameta y era conocido como «El Jefe» o «Don Rodrigo». Fue el último en fallecer entre los futbolistas que participaron en el primer campeonato de liga español.

## Trayectoria
Fue guardameta del Deportivo durante seis temporadas, donde se le recuerda mayormente por su gran actuación contra el Real Madrid en la Copa del Presidente de la República de Fútbol 1932 en los octavos de final. Posteriormente formó parte del propio Real Madrid CF, aunque no llegó a jugar ningún partido tras ser el suplente de Ricardo Zamora. Finalmente se fue traspasado al Granada CF, donde cobraría un salario de 500 pesetas al mes, y donde se retiró como futbolista. Tras la guerra civil española, volvió al Deportivo, equipo al que entrenaría en los años 50.
Falleció poco después de cumplir 100 años.

## Clubes

### Como futbolista
| Club                   | País   | Año         |
| ---------------------- | ------ | ----------- |
| Deportivo de La Coruña | España | 1928 - 1934 |
| Real Madrid CF         | España | 1934 - 1935 |
| Granada CF             | España | 1935 - 1936 |

### Como entrenador
| Club                   | País   | Año         |
| ---------------------- | ------ | ----------- |
| Deportivo de La Coruña | España | 1955 - 1956 |
| Deportivo de La Coruña | España | 1964 - 1965 |